# Tadżmut
Tadżmut (fr. Tadjmout) – osada na Saharze w Algierii. 